# Anopsicus wileyae
Anopsicus wileyae är en spindelart som beskrevs av Willis J. Gertsch 1982. Anopsicus wileyae ingår i släktet Anopsicus och familjen dallerspindlar. Inga underarter finns listade i Catalogue of Life.